# 京都アクセスきっぷ
京都アクセスきっぷ（きょうとあくせすきっぷ）及び、関空アクセスきっぷ（阪急版）（かんくうあくせすきっぷ はんきゅうばん）は、南海電気鉄道（「京都アクセスきっぷ」のみの発売）、大阪市高速電気軌道（自社での発売はなし）、阪急電鉄（「関空アクセスきっぷ（阪急版）」のみの発売）が共同で発行していた片道乗車券である。

## 概要
関西国際空港と京都方面・千里方面とを割安価格の1,250円で利用できる乗車券であり、通年発売。乗車券は2枚組の磁気券式である。
阪急電鉄の「京とれいん」も含めた特別料金不要の列車に乗車することができる。別途料金が必要である南海電鉄の特急「ラピート」および特急「サザン」の座席指定車両も、別途料金を追加することで利用可能である。
発売の背景には西日本旅客鉄道（JR西日本）の特急「はるか」（関西空港駅から京都駅までの運賃+自由席特急料金は2,900円）や、関西空港と京都市内を結ぶリムジンバス（運賃は概ね2,500円前後）と対抗する狙いがある。それらがカバーしていない嵐山方面へも直接アクセス可能である。
2011年5月14日より発売開始。当時の発売価格は1,200円であった。
2016年3月31日までは、「京都アクセスきっぷ」は関西空港駅、「関空アクセスきっぷ（阪急版）」は天下茶屋駅にて南海分の乗車券を提示することで、300円という割安の追加料金で特急「ラピート」のレギュラーシートを利用することができた。
2023年9月30日に発売を終了した。

## 乗車券のルート
「京都アクセスきっぷ」の場合
- 南海電鉄 関西空港駅→天下茶屋駅
- 大阪市高速電気軌道 堺筋線天下茶屋駅→天神橋筋六丁目駅
- 阪急電鉄 天神橋筋六丁目駅→千里線、京都線淡路駅 - 京都河原町駅間もしくは嵐山線のいずれかの駅までの片道区間

「関空アクセスきっぷ」の場合
- 阪急電鉄 京都線京都河原町駅 - 淡路駅間、嵐山線もしくは千里線のいずれかの駅→天神橋筋六丁目駅
- 大阪市高速電気軌道 堺筋線天神橋筋六丁目駅→天下茶屋駅
- 南海電鉄 天下茶屋駅→関西空港駅

どちらの乗車券も南海線と阪急線との接続は堺筋線を利用する必要があり、御堂筋線による接続（【南海線】 - 難波駅 - 【御堂筋線】 - 梅田駅・大阪梅田駅 - 【阪急線】）というルートを利用することはできない。また、天下茶屋駅以外の下車は前途無効となる。

## 発売箇所
「京都アクセスきっぷ」
南海電鉄
- 関西空港駅

「関空アクセスきっぷ（阪急版）」
阪急電鉄
- 京都河原町駅、桂駅、高槻市駅、茨木市駅、北千里駅および淡路駅の各ごあんないカウンター
- 烏丸駅
- 阪急京都観光案内所・河原町、阪急京都観光案内所・烏丸

（嵐山駅を含む上記以外の駅、宝塚線・神戸線の駅では発売していない。）
どちらも大阪市高速電気軌道の駅では発売していない。

## 発売額
「京都アクセスきっぷ」も、「関空アクセスきっぷ（阪急版）」も同額である。
- 片道1,250円

大人のみの設定。